# Società Economica di Chiavari

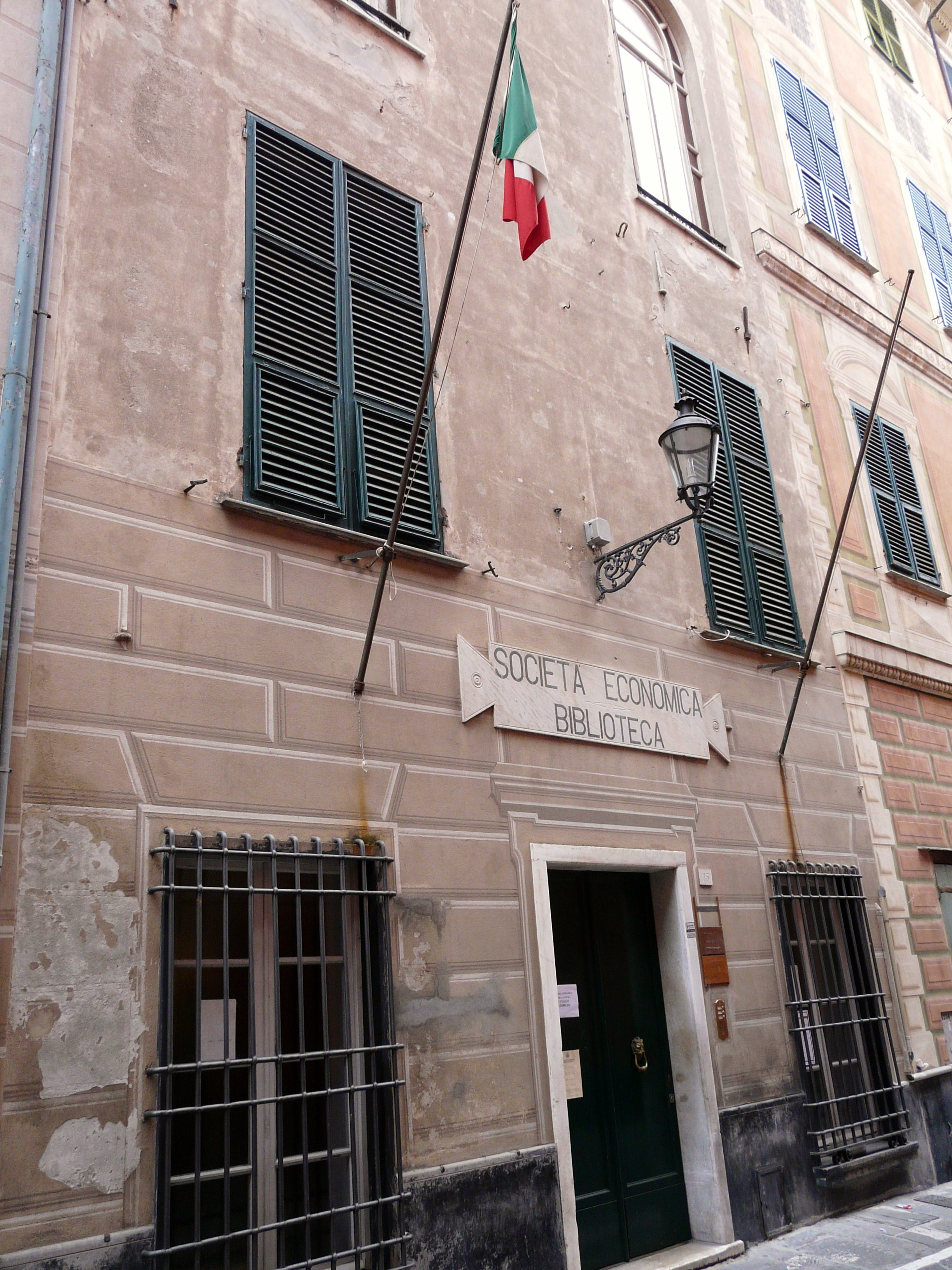
La sede della Società Economica di Chiavari in via Ravaschieri

La Società Economica di Chiavari è un'associazione culturale, istituita nel 1791, la cui finalità principale è la promozione dell'economia, dell'arte e della cultura a Chiavari e nel suo circondario.

## Storia
La Società Economica di Chiavari fu fondata nel 1791 grazie alla collaborazione di alcuni nobili, borghesi della città e padri delle locali scuole Pie, attivi nel settore economico e culturale della città e del suo territorio e interessati al suo miglioramento. Fondatore e primo presidente della Società fu il marchese Stefano Rivarola, fratello del cardinale Agostino Rivarola, che fu ambasciatore della Repubblica di Genova presso l'Impero russo. La Società organizzò, già nel 1793, a Chiavari la prima esposizione industriale in Europa. Nel 1798, con la collaborazione tra il padre scolopio chiavarese Giuseppe Gregorio Maria Solari e l'archeologo romano Ennio Quirino Visconti, la Società si dotò di uno stemma con il nome ufficiale latino di Societas Oeconomica Clavarensis rei agrariae commerciis et opificiis promovendis (cioè «Società Economica di Chiavari per la promozione dell'agricoltura, del commercio e dell'industria»): in esso erano raffigurate le divinità pagane Mercurio, Cerere e Vulcano, che rappresentavano allegoricamente i commerci, l'agricoltura e l'industria. La Società assunse come motto l'espressione virgiliana vitam excoluere per artes (Verg. Aen. VI 663), cioè «illustrarono la vita con le arti», che divenne poi anche il motto della città di Chiavari. Nel 1798, dopo l'istituzione della Repubblica Ligure giacobina, la Società fu temporaneamente chiusa e fu riaperta nel 1802 per intervento del padre Solari.
La società ha gestito, in passato, diverse scuole e enti di assistenza nel territorio di Chiavari e ha sostenuto il miglioramento delle pratiche agricole. Ha fornito, inoltre, sostegno agli artigiani locali, tra cui l'ebanista Giuseppe Descalzi, creatore della sedia di Chiavari, che ebbe ampio successo internazionale. La Società è tuttora una delle principali istituzioni culturali cittadine ed è attiva nello sviluppo delle attività economiche, commerciali e culturali del Tigullio, offrendo premi (come il Premio Turio-Copello) e borse di studio.
La Società ha sede in un antico palazzo del centro storico di Chiavari, in via Ravaschieri. Nei locali della Società fu costituita, già dal 1796, una ricca biblioteca, oggi diventata civica, che raccoglie oltre 80.000 volumi, tra cui libri antichi, incunaboli, manoscritti e archivi. Nei locali della Società si trovano, inoltre, un Museo storico del Risorgimento, che raccoglie cimeli e lettere dei patrioti risorgimentali di origini chiavarese (Giuseppe Mazzini, Giuseppe Garibaldi, Nino Bixio), il museo dei combattenti, il museo Lorenzo Garaventa, che raccoglie numerose opere dell'artista genovese, e una ricca quadreria. Tra i soci illustri della Società si ricordano il vescovo Antonio Maria Gianelli e il musicista Niccolò Paganini; nel 1991 ricevette la visita del Presidente della Repubblica Francesco Cossiga.